# Green Onions
Green Onions este albumul de debut al formației muzicale Booker T. & The M.G.'s, lansat prin Stax Records în octombrie 1962. A ajuns până pe locul 33 în clasamentul albumelor pop în luna în care a apărut. Piesa de titlu a fost un șlagăr de succes în toată lumea, fiind preluat de numeroși alți artiști ca The Blues Brothers, The Ventures, Al Kooper, The Shadows, Mongo Santamaria, Count Basie și alții. 

## Lista pieselor
1. „Green Onions” (Steve Cropper, Booker T. Jones, Lewie Steinberg, Al Jackson, Jr.) (2:45)
2. „Rinky Dink” (David Clowney, Paul Winley) (2:39)
3. „I Got a Woman” (Ray Charles, Renald Richard) (3:32)
4. „Mo' Onions” (Cropper, Jackson, Jones, Steinberg) (2:50)
5. „Twist and Shout” (Phil Medley, Bert Berns) (2:09)
6. „Behave Yourself” (Cropper, Jackson, Jones, Steinberg) (3:45)
7. „Stranger on The Shore” (Acker Bilk, Robert Mellin) (2:18)
8. „Lonely Avenue” (Doc Pomus) (3:25)
9. „One Who Really Loves You” (Smokey Robinson) (2:22)
10. „You Can't Sit Down There Boy!” (Dee Clark, Kal Mann, Cornell Muldrow) (2:46)
11. „A Woman, a Lover, a Friend” (Sidney Wyche) (3:15)
12. „Comin' Home Baby” (Bob Dorough, Ben Tucker) (3:09)

## Discuri single
- „Green Onions” (1962)
- „Mo' Onions” (1962)

## Componență
- Steve Cropper — chitară
- Booker T. Jones — orgă , chitară bas, chitară, claviaturi
- Al Jackson, Jr. — tobe
- Lewie Steinberg